# Großsteingrab Golice
Das Großsteingrab Golice (auch Großsteingrab Grüneberg oder Steinkeller genannt) war eine megalithische Grabanlage der jungsteinzeitlichen Trichterbecherkultur bei Golice (deutsch Grüneberg), einem Ortsteil von Cedynia (deutsch Zehden) in der Woiwodschaft Westpommern in Polen. Es wurde vermutlich im 18. oder 19. Jahrhundert zerstört.

## Lage
Nach Johann Christoph Bekmann lag das Grab „unweit Grünberg auf dem Eichhornschen Felde“.

## Beschreibung
Die Anlage besaß eine flache Hügelschüttung aus kleinen Feldsteinen. Die Grabkammer war nord-südlich orientiert und hatte einen rechteckigen Grundriss. Sie besaß nach Bekmann zwei Wandsteinpaare an den Langseiten und einen Abschlussstein an der nördlichen Schmalseite. Die südliche Schmalseite war offen. Die Steine an den Langseiten hatten jeweils eine Länge von 2,5 Fuß (ca. 0,75 m), der Abschlussstein hatte eine Breite von 3,5 Fuß (ca. 1 m). Die Höhe der Kammer betrug 3,5 Fuß (ca. 1 m). Die Decke bestand aus zwei großen plattigen Steinen. Der südliche war der größere und hatte einen Umfang von 24 Fuß (ca. 7,2 m). Der nördliche Deckstein hatte einen Umfang von 17,5 Fuß (ca. 5,3 m). Anhand dieser Angaben handelte es sich bei der Anlage vermutlich um einen erweiterten Dolmen.